# ステファニー・ニズニック
ステファニー・ニズニック（Stephanie Niznik、1967年5月20日 - 2019年6月23日）は、アメリカ合衆国の女優。

## 出演作品
- LOSTシーズン5
- 弁護士イーライのふしぎな日常 シーズン2
- NCIS ～ネイビー犯罪捜査班シーズン6
- CSI:マイアミ6
- グレイズ・アナトミー3
- エバーウッド 遥かなるコロラド シーズン4（ニーナ・フィーニー）
- エバーウッド 遥かなるコロラド シーズン3（ニーナ・フィーニー）
- エバーウッド 遥かなるコロラド シーズン2（ニーナ・フィーニー）
- エバーウッド 遥かなるコロラド シーズン1（ニーナ・フィーニー）
- スター・トレック エンタープライズ シーズン1
- オデッセイ2001
- スパイダーズ2
- 地上より何処かで
- 犯罪捜査官ネイビーファイル シーズン3